# Шильтя
Ши́льтя — деревня в составе Великогубского сельского поселения Медвежьегорского района Республики Карелия.

## Общие сведения
Расположена на берегу реки Путкозерка.

## Население
| 2002 | 2010 | 2013 |
| ---- | ---- | ---- |
| 0    | →0   | →0   |